# 福岡孝茂
福岡 孝茂（ふくおか たかしげ、文政10年（1827年） - 明治39年（1906年）12月25日）は、江戸時代後期の土佐藩重臣。福岡家10代当主。

## 略歴
文政10年（1827年）、福岡孝察の子として高知城下本町に生まれた。福岡家は代々土佐藩家老職を務める家で、孝茂で10代目であり、3000石を領した。少壮の頃、鹿持雅澄に和漢の書を学ぶ。
13代藩主・山内豊熈を助け新政輔弼の功を挙げる。14代藩主・豊惇が幼少で死去し、豊信が藩主となるや、奉行として藩政を総轄する。部下に吉田東洋がいて十分手腕を振るわせた。文久2年（1862年）の東洋の横死後、藩人事に更迭があり、孝茂も一時免職となったが、重大政局に際し再び登用され、旧職に復帰した。
元治から慶応年間は藩兵を統轄して上京、清和院門を警護、維新後に引退する。
明治39年（1906年）12月25日死去、享年80。

## 逸話
福岡家は鹿持雅澄の『万葉集古義』の稿本を所蔵していたが、宮内省に上梓の計画があったため献納、宮内省はこれを正本として出版した。